# Kyle Stolk
Kyle Stolk (ur. 28 czerwca 1996 w Edenvale) – holenderski pływak specjalizujący się w stylu dowolnym, wicemistrz świata i mistrz Europy w sztafecie.

## Kariera
W 2015 roku na mistrzostwach świata w Kazaniu na dystansie 200 m stylem dowolnym zajął 31. miejsce, uzyskawszy czas 1:48,96. Płynął także w sztafecie 4 × 200 m stylem dowolnym, która uplasowała się na siódmej pozycji.
W maju 2016 roku podczas mistrzostw Europy w Londynie wraz z Dionem Dreesensem, Maartenem Brzoskowskim i Sebastiaanem Verschurenem zdobył złoto w sztafecie 4 × 200 m stylem dowolnym. Holendrzy czasem 7:07,82 poprawili także rekord swojego kraju. Stolk płynął także w wyścigu eliminacyjnym sztafet mieszanych 4 × 100 m stylem dowolnym i otrzymał złoty medal, kiedy reprezentacja Holandii zajęła w finale pierwsze miejsce.
Trzy miesiące później, na igrzyskach olimpijskich w Rio de Janeiro zajął siódme miejsce w sztafecie 4 × 200 m stylem dowolnym.
W grudniu tego samego roku podczas mistrzostw świata na krótkim basenie w Windsorze zakwalifikował się do finału 100 m stylem zmiennym, w którym uzyskał czas 53,31 i uplasował się na ósmej pozycji. 
Na mistrzostwach świata w Budapeszcie w 2017 roku razem z Benem Schwietertem, Femke Heemskerk i Ranomi Kromowidjojo zdobył srebrny medal w sztafecie mieszanej 4 × 100 m stylem dowolnym. Holenderska sztafeta ustanowiła w tej konkurencji również nowy rekord Europy (3:21,81). Indywidualnie Stolk wystartował na dystansie 200 m stylem dowolnym, ale nie zakwalifikował się do półfinałów i z czasem 1:47,71 został sklasyfikowany na 21. pozycji.

## Życie prywatne
Urodził się w Południowej Afryce, ale ze względu na wysoką przestępczość w tym kraju po kilku latach przeprowadził się z rodzicami do Irlandii, a następnie do Holandii.